# Imre Polyák
Imre Polyák (Kecskemét, 16 aprile 1932 – Budapest, 15 novembre 2010) è stato un lottatore ungherese, specializzato nella lotta greco-romana.

## Palmarès

### Olimpiadi
- Oro a Tokyo 1964 nei pesi gallo.
- Argento a Helsinki 1952 nei pesi piuma.
- Argento a Melbourne 1956 nei pesi piuma.
- Argento a Roma 1960 nei pesi piuma.

### Mondiali
- Oro a Karlsruhe 1955 nei pesi piuma.
- Oro a Budapest 1958 nei pesi piuma.
- Oro a Toledo 1962 nei pesi piuma.
- Argento a Yokohama 1961 nei pesi piuma.
- Argento a Helsingborg 1963 nei pesi piuma.